# Schadenplatz
Als Schadenplatz wird in der Schweiz das Gebiet um ein Objekt bezeichnet, das von einem Ereignis betroffen ist, welches einen Einsatz von Ordnungs- und/oder Rettungskräften erforderlich macht. In Deutschland ist dieser Begriff nicht bekannt; vergleichbar ist der dort verwendete Fachbegriff Einsatzstelle. 

## Bedeutung für Einsätze
Bei der Schweizer Feuerwehr legt der Einsatzleiter als Entscheidungsträger am Schadenplatz die Arbeitszonen der vor Ort anwesenden Einsatzkräfte fest. Um diese Arbeitszonen formieren sich die Reserven und Partnerorganisationen. Auf dem Schadenplatz herrschen festgelegte Hierarchien und Einsatz-Abläufe, in die sich alle Beteiligten einzuordnen haben. Diesbezüglich veröffentlicht die Feuerwehr Koordination Schweiz (FKS) für bestimmte Ereignisse Notfalldokumentationen wie zum Beispiel die Technische Wegleitung für die Intervention bei Bränden in Strassentunneln, wo unter anderem die Schadenplatzorganisation dokumentiert ist, um so eine umfassende Einsatzplanung zu ermöglichen.
Ebenfalls geben verschiedene Bundesämter Notfalldokumentationen heraus, in denen das Verhalten am Schadenplatz bzw. die Schadenplatzorganisation geregelt ist, unter anderem das Bundesamt für Lebensmittelsicherheit und Veterinärwesen (BLV) mit den „Anforderungen an den Zugang und Austritt von Personen“ am Schadenplatz oder das Bundesamt für Verkehr (BAV) mit der „Einsatzplanung nach Störfallverordnung bei Eisenbahnen“.